# 波林三多

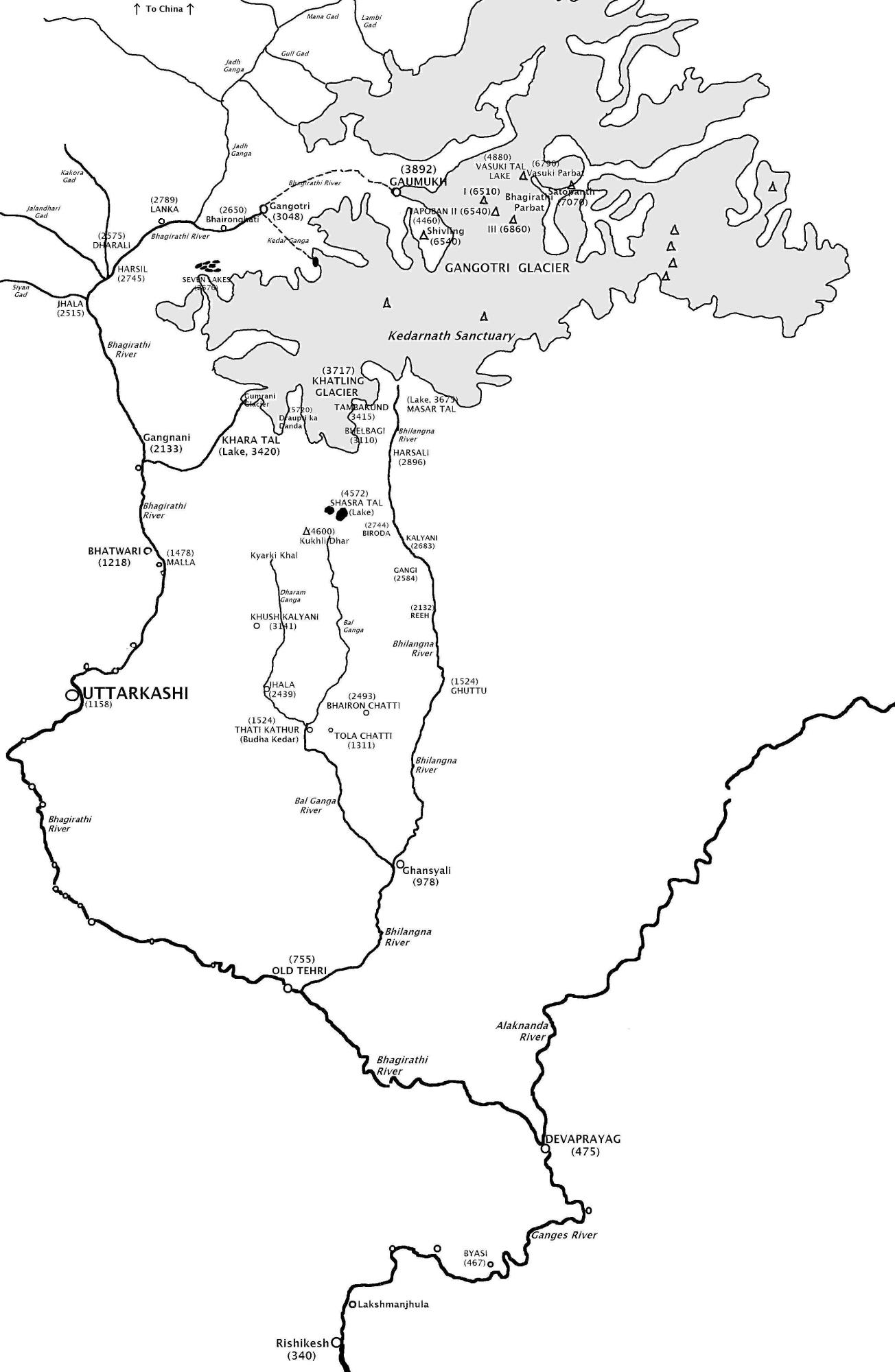
甲扎岗噶河

波林三多（藏文རྒྱལརྒྱལརྒ，意为“毛洲三岔口”）是目前被印度实际控制的桑、葱莎、波林三多地区属北阿坎德邦北卡什县东北边境的一个藏民传统放牧点，中国对其宣称主权。位于甲扎岗噶河畔，坐标为31°18′23″N 79°07′50″E / 31.30639°N 79.13056°E，由此往北越过塔加拉山口(Thaga La)，就是中国西藏阿里地区札达县的萨让乡。

## 领土争议
中国认为，位于甲扎岗噶河流域的桑、葱莎、波林三多地区是中国领土，属于西藏阿里地区札达县托林镇波林村管辖。该地区面积约1451平方公里，目前被印度实际控制。波林三多是1954年中印协定第二条第二款规定的由中国政府同意在西藏阿里地区开放的10个贸易市场之一。它和其它9个市场都是应当时的印度政府代表、印度大使赖嘉文在谈判的第一次会议上提出的要求而开放的。但是，波林三多却在1954年的协议签定后不久被印度侵占。